# Omaha (film)
Pour les articles homonymes, voir Omaha.
Pour plus de détails, voir Fiche technique et Distribution.
Omaha est un film dramatique américain réalisé par Cole Webley et sorti en 2025.
Le film est produit par Preston Lee, à partir d'un scénario de Robert Machoian. Il met en vedette John Magaro dans le rôle d'un père qui emmène ses deux enfants dans un voyage à travers le pays après une tragédie familiale. 
Omaha est présenté en avant-première mondiale le 23 janvier 2025 au festival de Sundance.

## Synopsis
Après la saisie de leur maison, un père emmène ses deux enfants — Ella et Charlie — dans un road trip à travers les États-Unis,. 

## Fiche technique
- Titre original : Omaha
- Réalisation : Cole Webley
- Scénario : Robert Machoian
- Musique : Christopher Bear
- Photographie : Paul Meyers
- Montage : Jai Shukla
- Costumes : Sarah Lowe
- Production : Preston Lee
- Sociétés de production : Sanctuary Content
- Pays de production :  États-Unis
- Langue originale : anglais
- Format : couleur
- Genre : drame, road movie
- Durée : 83 minutes
- Date de sortie[3] :
  - États-Unis : 23 janvier 2025 (festival de Sundance)

## Distribution
- John Magaro : le père
- Molly Belle Wright : Ella
- Wyatt Solis : Charlie
- Talia Balsam : Edie
- Christina Cooper : Lisette
- Rachel Alig : le shérif

## Production
Le scénariste d'Omaha, Robert Machoian, professeur de photographie à l'université Brigham-Young, a l'idée du scénario en 2008. Il le soumet au laboratoire de scénarisation du festival du film de Sundance en 2013, mais il est rejeté. Il présente finalement son premier long métrage à Sundance en 2020, The Killing of Two Lovers (en).
Cole Webley fait ici ses débuts en tant que réalisateur. Il s'est impliqué dans le projet après avoir rencontré le scénariste à Sundance et lu le scénario.
La production commence officiellement en 2022. Le tournage comprend 20 jours dans l'Utah, où des scènes sont tournées dans des villes minières historiques et dans les salines de l'État. Les prises de vues se déroulent également dans le Wyoming et le Nebraska.

## Sortie
Omaha est présenté en avant-première mondiale le 23 janvier 2025 au festival du film de Sundance 2025, en compétition officielle dans la catégorie des longs métrages américains. 